# سات‌حوت‌حوریونت

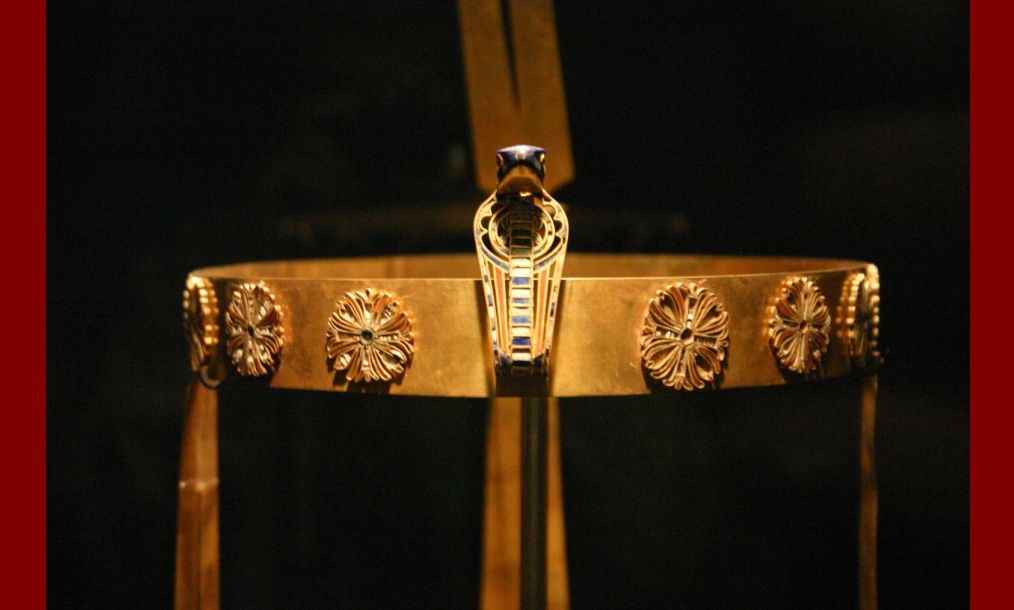
تاج سات‌حوت‌حوریونت، موزه مصر در قاهره (جی‌ئی ۴۴۹۱۹)

سات‌حوت‌حوریونت (انگلیسی: Sithathoriunet) شاهدخت اهل مصر باستان در دوران دودمان دوازدهم مصر بود که بیشتر به‌واسطهٔ آرامگاهش در اللاهون شناخته شده است؛ جایی که گنجینه‌ای از جواهرات نفیس از آن به دست آمد.
او احتمالاً دختر سنوسرت دوم بوده، چراکه محل دفنش در کنار هرم این پادشاه کشف شده است. اگر چنین باشد، او یکی از پنج فرزند شناخته‌شده و یکی از سه دختر سنوسرت دوم به‌شمار می‌رود. سایر فرزندان شامل سنوسرت سوم، سنوسرت‌سنب، ایتاکایت و نُفرت بودند.
سات‌حوت‌حوریونت در مجموعه هرم اللاهون به خاک سپرده شده بود. از آن‌جا که اشیایی با نام آمنمحات سوم در آرامگاه او یافت شده، به‌نظر می‌رسد که در دوران سلطنت این فرعون درگذشته باشد. نام و القاب او بر روی کوزه‌های کانوپی و ظرفی از مرمر گچی که در مقبره‌اش پیدا شد، حفظ شده است.
این مقبره در سال ۱۹۱۴ توسط فلندرز پتری و گای برانتون حفاری شد. در دوران باستان، این آرامگاه مورد غارت قرار گرفته بود، اما یک طاقچهٔ جانبی از دید غارتگران پنهان مانده بود. در این طاقچه بقایای چند جعبه یافت شد که حاوی جواهرات و اشیای آرایشی چون تیغ، آینه و گلدان‌ها بودند.
جواهراتی که در این مکان به‌دست آمد، از ظریف‌ترین نمونه‌های شناخته‌شده در میان یافته‌های تدفینی مصر باستان به‌شمار می‌آیند. در میان آن‌ها دو پکتورال (سینه‌پوش آیینی) وجود داشت: یکی با نام سنوسرت دوم و دیگری با نام آمنمحات سوم. همچنین یک تاج و چند دستبند با نام آمنمحات سوم نیز کشف شد. بیشتر این اشیاء از طلا و با تزیینات سنگ‌های قیمتی (به شیوهٔ کلوزونه) ساخته شده‌اند.
امروزه بخش عمدهٔ این گنجینه در موزه هنر متروپولیتن نگهداری می‌شود، هرچند تاج او در موزه مصر در قاهره قرار دارد.